# Johanna Tayeau
Johanna Tayeau, née le 7 janvier 1989 aux Abymes (Guadeloupe), est une joueuse française de basket-ball.

## Biographie
Johanna Tayeau commence le basket-ball à Corbeil-Essonnes, puis Courcouronnes en minime France. Après un séjour au pôle Île-de-France, elle est admise au centre de formation de Bourges Basket et y demeure quatre ans. Elle fait ses débuts professionnels à Limoges sous la direction de Bertrand Parvaud en Ligue 2 puis l'année suivante en LFB avant de retrouver la Ligue 2. Elle rejoint ensuite une autre formation de Ligue 2, La Roche-sur-Yon sous la direction d'Emmanuel Body. Elle s'y révèle progressivement et devient une des leaders du groupe qui finit par gagner l'accession en LFB au printemps 2017, puis le maintien en LFB l'année suivante.
En juin 2018, elle remporte la médaille de bronze au championnat du monde 2018 de basket-ball à trois.
Elle fait partie de l'équipe nationale féminine 3x3 médaillée d'or aux Jeux européens de 2019 à Minsk.
Au printemps 2021, elle annonce mettre fin à sa carrière.

## Palmarès
- Championne de France LF2 en 2017[1]
- Championne de France NF1 en 2009[1]
- Médaille de bronze au championnat du monde 2018 de basket-ball à trois[3].
- Vainqueur des Jeux européens de 2019 (3x3)